# Souvans
Souvans és un municipi francès situat al departament del Jura i a la regió de Borgonya - Franc Comtat. L'any 2007 tenia 486 habitants.

## Demografia

### Població
El 2007 la població de fet de Souvans era de 486 persones. Hi havia 190 famílies de les quals 48 eren unipersonals (28 homes vivint sols i 20 dones vivint soles), 69 parelles sense fills, 61 parelles amb fills i 12 famílies monoparentals amb fills.
La població ha evolucionat segons el següent gràfic:
Habitants censats

### Habitatges
El 2007 hi havia 232 habitatges, 192 eren l'habitatge principal de la família, 15 eren segones residències i 24 estaven desocupats. 194 eren cases i 39 eren apartaments. Dels 192 habitatges principals, 141 estaven ocupats pels seus propietaris, 44 estaven llogats i ocupats pels llogaters i 8 estaven cedits a títol gratuït; 12 tenien dues cambres, 24 en tenien tres, 59 en tenien quatre i 97 en tenien cinc o més. 153 habitatges disposaven pel capbaix d'una plaça de pàrquing. A 74 habitatges hi havia un automòbil i a 96 n'hi havia dos o més.

### Piràmide de població
La piràmide de població per edats i sexe el 2009 era:
| Homes | Edats   | Dones |
| ----- | ------- | ----- |
| 0     | 95 o +  | 0     |
| 4     | 90 a 94 | 4     |
| 8     | 85 a 89 | 12    |
| 4     | 80 a 84 | 20    |
| 0     | 75 a 79 | 12    |
| 16    | 70 a 74 | 8     |
| 8     | 65 a 69 | 12    |
| 8     | 60 a 64 | 8     |
| 16    | 55 a 59 | 16    |
| 16    | 50 a 54 | 4     |
| 8     | 45 a 49 | 20    |
| 4     | 40 a 44 | 16    |
| 24    | 35 a 39 | 8     |
| 20    | 30 a 34 | 20    |
| 16    | 25 a 29 | 24    |
| 4     | 20 a 24 | 4     |
| 8     | 15 a 19 | 20    |
| 20    | 10 a 14 | 16    |
| 16    | 5 a 9   | 20    |
| 20    | 0 a 4   | 12    |

## Economia
El 2007 la població en edat de treballar era de 285 persones, 213 eren actives i 72 eren inactives. De les 213 persones actives 197 estaven ocupades (110 homes i 87 dones) i 16 estaven aturades (7 homes i 9 dones). De les 72 persones inactives 23 estaven jubilades, 26 estaven estudiant i 23 estaven classificades com a «altres inactius».

### Ingressos
El 2009 a Souvans hi havia 198 unitats fiscals que integraven 484 persones, la mediana anual d'ingressos fiscals per persona era de 15.401 €.

### Activitats econòmiques
Dels 17 establiments que hi havia el 2007, 1 era d'una empresa extractiva, 2 d'empreses de fabricació d'altres productes industrials, 4 d'empreses de construcció, 5 d'empreses de comerç i reparació d'automòbils, 1 d'una empresa d'hostatgeria i restauració, 1 d'una empresa d'informació i comunicació i 3 d'empreses de serveis.
Dels 6 establiments de servei als particulars que hi havia el 2009, 1 era un taller de reparació d'automòbils i de material agrícola, 1 guixaire pintor, 1 fusteria, 1 lampisteria, 1 empresa de construcció i 1 restaurant.
L'any 2000 a Souvans hi havia 15 explotacions agrícoles que ocupaven un total de 455 hectàrees.

## Equipaments sanitaris i escolars
El 2009 hi havia una escola elemental integrada dins d'un grup escolar amb les comunes properes formant una escola dispersa.

## Poblacions més properes
El següent diagrama mostra les poblacions més properes.